# Rinorea breviracemosa
Rinorea breviracemosa är en violväxtart som beskrevs av Thomas Ford Chipp. Rinorea breviracemosa ingår i släktet Rinorea och familjen violväxter. Inga underarter finns listade i Catalogue of Life.